# Kazakstans riksvapen

Kazakstans tidigare emblem då landet tillhörde Sovjetunionen

Kazakstans riksvapen har ett motiv som består av jurta mot en blå bakgrund som symboliserar himmel. På sidorna är det ett par hästar försedda är bevingade. Jurtan är försedd med solstrålar och den gula färgen på vapnet symboliserar solen men också guld. Det ska även symbolisera en klar och ljus framtid för Kazakstan och dess invånare. Cirkeln ska också symbolisera livet och evigheten. Vapnet ska också ge en symbolik för välfärd, fred, familj och lugn. Den blå färgen är även en symbol för strävan till fred, samtycke, vänskap och enighet med alla människor. Nedtill finns texten ҚA3AҚCTAH som betyder Kazakstan på kazakiska. Längst uppe sitter en stjärna.
Riksvapnet antogs officiellt den 4 juni 1992.
Till sin form har vapnet fortfarande en del likheter med socialistiska emblem. Likheterna kan ses vid jämförelse med Kazakstans gamla emblem från tiden då landet tillhörde Sovjetunionen. Den runda formen är ett kännetecken på detta. Sädesaxen är ersatta med de bevingade hästarna. Men formen på hästarna och vingarna visar ändå likheter med sädesaxen. Den gamla socialistiska stjärnan sitter kvar men den är numera gul istället för röd som den var på det gamla.